# Wang Mang
Wang Mang (chino: 王莽, pinyin: Wáng Măng) (45 a. C. - 6 de octubre del 23)  fue un emperador chino que gobernó entre los años 9 y 23. Usurpó el trono a la dinastía Han y fundó su propia dinastía Xin (chino: 新, pinyin: Xīn, Wade-Giles: Hsin). Fue conocido en la historia china como "Shehuangdi" ("Emperador usurpador"), y su gobierno es usado para dividir a la Dinastía Han en Han Occidental y Han Oriental (nombres derivados de la ubicación de la capital).

## Biografía
Wang Mang nació hacia el año 45 antes de nuestra era. Fue el segundo hijo de Wang Man, hermano de la Emperatriz viuda Wang Zhengjun, esposa del Emperador Yuan (r. 48-33 a. C.). Perdió a su padre y hermano a una edad temprana, y pasó sus primeros años teniendo una buena educación académica y confucionista. 
En el 22 a. C. empezó a servir en la Corte Imperial junto a su tío Wang Feng, comandante de las fuerzas armadas. En esta época obtuvo el cargo de comandante de la Armada del Norte y el título de "Huang-men lang" (Caballero de las Puertas Amarillas), el cual hacía referencia a su puesto como asesor del emperador. Fue luego promovido a comandante de la caballería y consejero del palacio. También fue nombrado marqués de Xindu, territorio gobernado por otro de sus tíos. Su gran oportunidad ocurrió en el año 8 a. C., cuando fue designado  Comandante de las Fuerzas Armadas (大司馬) y también Regente del nuevo emperador, Ai de Han.
El Emperador Cheng murió sin heredero en el 7 a. C., y con la entronización de su sucesor, Ping de Han, el clima político cambió. El nuevo emperador no estaba relacionado con el clan Wang, por lo que le quitó sus privilegios y forzó su renuncia. Como Wang se había comportado bien anteriormente y se había ganado una buena reputación, la gente de la Corte y el público en general suplicaron su regreso, evento que ocurrió solo 5 años después. Esto resultó ser el punto de inflexión de su vida política. El emperador murió un año después, y la emperatriz viuda Zhengjun volvió a nombrar regente a su sobrino. Rápidamente superó a sus oponentes en el gobierno central y consolidó su posición al entronizar a su hija como la nueva emperatriz. La muerte repentina de Ping, de 14 años, el 3 de febrero del año 6, pudo haber sido un inconveniente para Wang Mang, aunque sus enemigos lo acusaron de haberlo envenenado. Wang Mang resolvió el problema de la sucesión en su propio beneficio seleccionando al más joven entre más de 50 herederos elegibles, un niño de dos años. El infante no fue oficialmente entronizado, sino que simplemente fue coronado como "Príncipe Joven". Al mismo tiempo, Wang se apuntó como Emperador temporal. En ese momento, Wang Mang promovió la idea de que la dinastía Han había perdido el Mandato del Cielo, esto es, la legitimidad para gobernar, y en el año 9 de nuestra era, tomó el título de Emperador de China y proclamó el inicio de la dinastía Xin ("nueva").
Wang Mang intentó establecer un estado basado en los ideales confucianos. Para ello, intentó reformas sociales y económicas radicales que no tuvieron éxito, pues se trataba de seguir el modelo arcaizante de la dinastía Zhou. El fracaso de las reformas de Wang Mang y diversas catástrofes naturales, como el cambio de curso del río Amarillo, provocaron un descontento social que se manifestó en forma de rebeliones armadas. A partir del año 18, los campesinos que se quedaron sin tierras por las inundaciones, o que sufrían por los efectos del caos económico, se organizaron en bandas armadas, llamadas Cejas Rojas, porque así se pintaban para distinguirse. Su organización no era muy estricta, pues carecía de base ideológica o religiosa, habiendo surgido espontáneamente de una situación desesperada. Sin embargo tuvo éxito, extendiéndose al oeste y pudo derrotar a las fuerzas gubernamentales enviadas para combatirlos. 
En el año 22 estalló otra rebelión de grandes proporciones en la prefectura de Nan-yang (norte de Hubei y sur de Henan), encabezada por una línea colateral de la casa imperial Han, que vio una circunstancia favorable para recuperar el poder, como así sucedió en la persona de Liu Xuan. El 4 de octubre del año 23, los rebeldes atravesaron las murallas de la capital. Después de horas de lucha callejera, al anochecer, llegaron al palacio imperial. A la mañana siguiente, algunas personas dentro de la ciudad se unieron a los rebeldes y entraron por la fuerza en el palacio, prendiéndolo en llamas. La conflagración se extendió y la lucha se prolongó durante todo el día. En el amanecer del 6 de octubre, Wang Mang y sus mil hombres restantes hicieron su última resistencia. Se defendieron con ballestas hasta que se agotaron sus provisiones de flechas, luego sacaron sus espadas y lucharon cuerpo a cuerpo. En la tarde, los rebeldes se abrieron paso hacia la terraza, donde Wang Mang fue asesinado, junto con sus últimos seguidores. 

## Memoria histórica
Los primeros intelectuales socialistas chinos de principios del siglo XX lo consideraron, junto con Wang Anshi, el padre del socialismo chino.